# Montviette
Montviette är en kommun i departementet Calvados i regionen Normandie i norra Frankrike. Kommunen ligger i kantonen Saint-Pierre-sur-Dives som ligger i arrondissementet Lisieux. År 2018 hade Montviette 208 invånare.

## Befolkningsutveckling
Antalet invånare i kommunen Montviette
Referens:INSEE